# Valoine
Die Valoine ist ein kleiner Fluss in Frankreich, der im Département Haute-Vienne in der Region Nouvelle-Aquitaine verläuft. Sie entspringt im südöstlichen Gemeindegebiet von Aureil, entwässert generell in westlicher Richtung durch den Großraum von Limoges und mündet nach rund 19 Kilometern an der Gemeindegrenze von Limoges und Condat-sur-Vienne als linker Nebenfluss in die Vienne. Die Valoine quert in ihrem Unterlauf die Autobahn A20 und die Bahnstrecke Les Aubrais-Orléans–Montauban-Ville-Bourbon.

## Orte am Fluss
(Reihenfolge in Fließrichtung)
- Gris, Gemeinde Eyjeaux
- Aureil
- Les Chabannes, Gemeinde Feytiat
- Feytiat
- Limoges
- Condat-sur-Vienne